# Munchi's Ford World Rally Team
El Munchi's Ford World Rally Team va ser un equip privat que participava en el Campionat Mundial de Ral·lis gràcies a la marca Ford Motor Company i M-Sport. Va estar en actiu entre 2007 i 2011.
El seu debut es produí al Ral·li de Suècia de 2007 amb els pilots Luís Pérez Companc i Juan Pablo Raies, el qual fou reemplaçat al llarg de la temporada per Federico Villagra. El vehicle utilitzat era un Ford Focus RS WRC 06.
L'any 2008 Villagra es convertí en el primer pilot de l'equip, finalitzant el campionat en 14a posició, mentre que el segon vehicle el compartiren entre Luís Pérez Companc, Henning Solberg i Barry Clark.
L'any 2009 Federico Villagra acaba en 9a posició del Mundial, repetint resultat l'any 2010.
La última temporada del equip seria la 2011 on Villagra acaba en 13a posició.

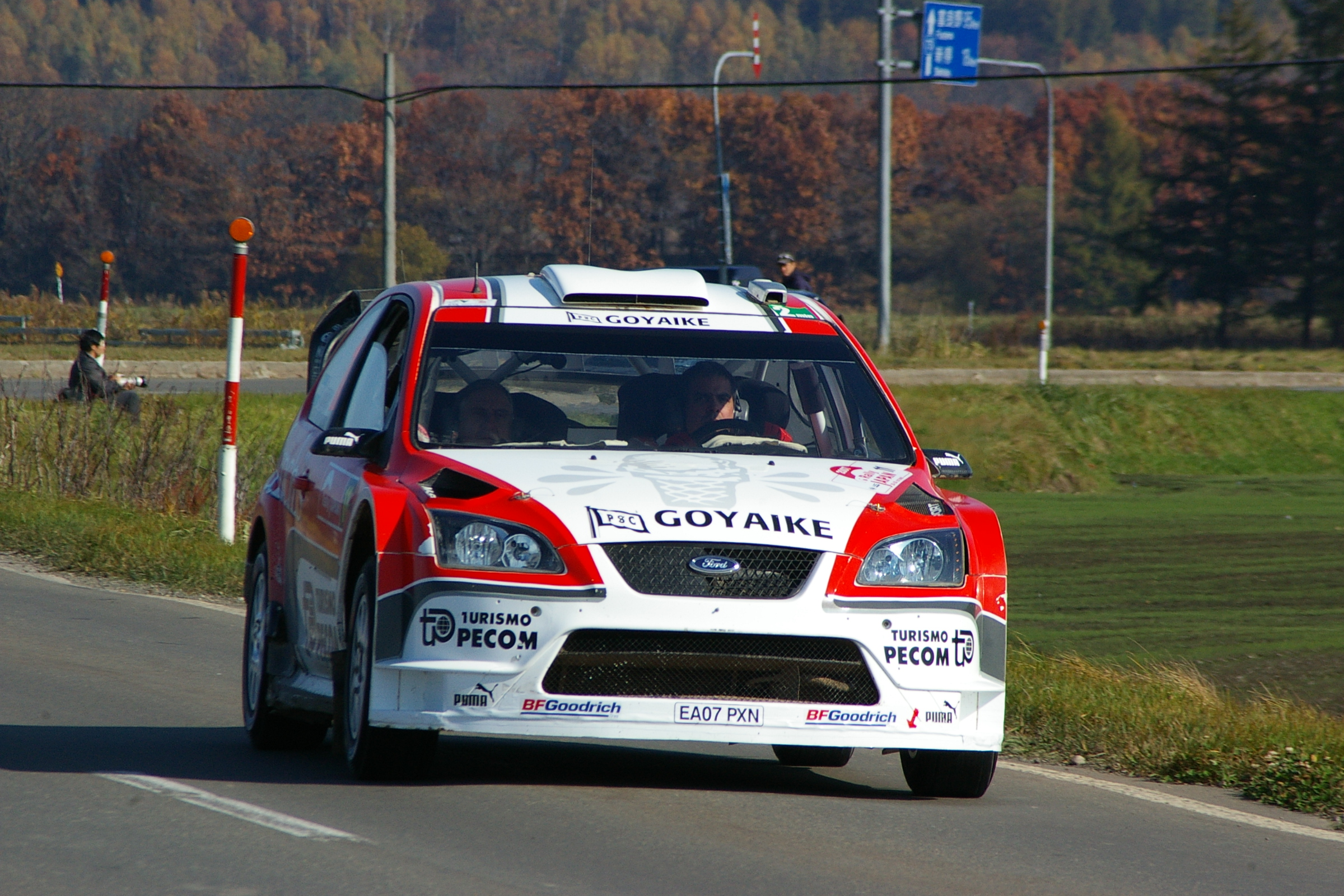
Luís Pérez Companc al Ral·li del Japó de 2007.

## Pilots 2009
- Federico Villagra
- Henning Solberg